# Verfassungsreferendum in Tunesien 2002
Ein Verfassungsreferendum wurde in Tunesien am 26. Mai 2002 abgehalten.
Die Änderungen der Verfassung der Republik Tunesien beinhalteten die Abschaffung der Beschränkung der möglichen Amtsperioden eines Präsidenten auf 3 und erhöhten die Alterschränkung für den amtierenden Präsidenten von 70 auf 75 Jahre. Eine zweite Parlamentskammer (Kammer der Berater) wurde eingeführt.
Die Verfassungsänderungen wurden gemäß offiziellen Berichten von 99,52 % der Wähler angenommen, bei einer Wahlbeteiligung von 95,59 %. Die Opposition bezeichnete die Ergebnisse als Maskerade.

## Ergebnisse
| Wahl          | Stimmen   | Anteil  |
| ------------- | --------- | ------- |
| Für           | 3.462.177 | 99,52 % |
| Gegen         | 16.642    | 0,48 %  |
| Ungültig/Leer | 5.172     | -       |
| Gesamt        | 3.483.991 | 100 %   |